# Cazzago Brabbia
Cazzago Brabbia là một đô thị và thị xã của Ý. Đô thị này thuộc tỉnh Varese trong vùng Lombardia. Cazzago Brabbia có diện tích km2, dân số theo ước tính năm 2010 của Viện thống kê quốc gia Ý là người. 
Các đơn vị dân cư:
Đô thị Cazzago Brabbia giáp với các đô thị: